# Scheintür des Anch
Die Scheintür des Anch aus dem Alten Reich (späte 6. Dynastie, um 2250 v. Chr.) gehört zur ägyptischen Sammlung des Roemer- und Pelizaeus-Museum Hildesheim. Von der aus Kalkstein bestehenden Scheintür haben sich nur die mit einem bemalten Relief versehene „Türöffnung“ und die Türrolle erhalten.

## Herkunft und Größe
Die Scheintür stammt aus der Grabung von Hermann Junker aus dem Jahr 1927. Sie wurde auf dem Westfriedhof in Gizeh gefunden und gelangte durch Fundteilung in das Pelizaeus-Museum nach Hildesheim. Sie ist 132 cm hoch, 58,5 cm breit und 28 cm tief.

## Beschreibung
Das bemalte Relief der Scheintür des Erziehers Anch wurde in seiner kleinen Grabanlage gefunden, die in vielerlei Hinsicht ungewöhnlich ist. Der zentrale Bau wurde aus grobem Steinmaterial errichtet und birgt zwei Grabschächte, in denen sich aber keine sterblichen Überreste mehr befanden. Im Osten wurde eine schmale Kultkammer aus Lehmziegeln hinzugefügt, die zwei nach Westen, statt wie sonst üblich nach Süden, orientierte Scheintüren besitzt. Die Scheintür setzt sich aus zwei Elementen zusammen, der eigentlichen Türnische und einem darüber befindlichen Rundbalken. Die Hauptscheintür war aus Lehmziegeln aufgemauert. Die zentralen Teile mit der Türnische, der Türrolle und der Scheintürtafel darüber bestanden aber aus einzelnen Kalksteinblöcken. Während die Dekoration der Scheintürtafel beschädigt ist, haben sich Relief und Bemalung in der Türnische und die Inschrift mit Namen und Titulatur auf der Türrolle hervorragend erhalten. Die Konzeption ist einzigartig und ohne Parallele, da Opferszenen sonst höchstens auf dem Türpfosten erscheinen.
Auch die Darstellung des Grabherrn und seiner Frau Nefretka an dieser Stelle ist ungewöhnlich und sollte möglicherweise die im Grab fehlende Statue ersetzen, die sonst rundplastisch aus der Türnische treten kann. Im zentralen Bildfeld steht Anch, prächtig gekleidet und mit Pantherfell versehen, das auf der linken Schulter geknüpft ist und bis über den Schurz herabfällt. In der rechten Hand hält er das Sechem-Zepter und in der linken Hand den Würdenstab. Um den Hals hängt ein Reif mit einem rosettenförmigen Anhänger. Seine Gemahlin trägt das typische Trägerkleid. Armreifen schmücken ihr rechtes Handgelenk und Perlenschmuck schmückt ihren Hals. Mit dem linken Arm umfasst sie die Schulter ihres Mannes. Die Tochter des Ehepaares, Nedjetpet, steht in wesentlich kleinerem Maßstab den beiden auf einem Standstab gegenüber. Auf dem unteren Teil des Reliefs sind drei männliche Figuren dargestellt. Der rechte Mann, der als „Schreiber Tjenti“ bezeichnet wird, bringt für Anch und seine Familie ein Rauchopfer dar. Sein rechter Arm ist angewinkelt und hält ein Räuchergefäß nach vorn, sein linker Arm ist durchgestreckt und ruht auf dem Gefäßdeckel. Die auf ihn zuschreitenden Männer bringen als Dorfvertreter Opfergaben. Der linke von beiden namens Iruka hält eine Kanne für Milchspenden in der linken und eine Gans in der rechten Hand. Der rechte Opferträger, Neferwawet, balanciert einen Brotkorb auf dem Kopf und bringt ebenfalls eine Gans. Beide tragen den kurzen Schurz und ein Band mit herabhängender Lotosblume um den Hals.
Die Darstellungen sind zwar sorgfältig ausgeführt und orientieren sich an Vorbildern aus der 4. Dynastie, weisen jedoch eine Reihe von Problemen auf. Die technische Qualität in einzelnen Details steht im krassen Gegensatz zu den weit weniger geglückten Proportionsverhältnissen. Die zu hochsitzende Brust und die verkürzten Gewandträger der Ehefrau, der kurze Hals des Grabherrn, die schräge Standlinie der kleiner dargestellten Tochter und die viel zu kleinen Köpfe, insbesondere der im unteren Bildteil dargestellten Personen und der zu großen Lotosblütenanhänger der beiden Opferträger sowie die Ausführung der Grabanlage und die Lage im Friedhof sind Hinweise für die Datierung in die spätere 6. Dynastie.